# Club Villa Mitre
El Club Villa Mitre es un club deportivo argentino ubicado en Bahía Blanca, en el interior de la provincia de Buenos Aires, fundado el 14 de agosto de 1924, sus principales actividades son el básquetbol y el futbol donde ahora disputa el Torneo Federal A.
Durante su historia, el club se ha destacado en el básquet. Logró un subcampeonato de la Liga Federal en la temporada 2018-19 el cual le permitió ascender a La Liga (segunda categoría a nivel Nacional). A nivel local, cuenta con un total de 8 títulos en Primera División de la Asociación Bahiense de Básquetbol, siendo el cuarto equipo con más campeonatos ganados de esta competencia. Disputa sus partidos de local en el estadio José Martínez que cuenta con una capacidad de 2800 espectadores.
Sin embargo el fútbol es la principal actividad del Club. Villa Mitre fue campeón 9 veces de la Liga del Sur. A nivel Nacional logró dos títulos, uno de ellos en la Tercera categoría del fútbol argentino (Torneo Argentino A 2005-06) y el último Cuarta categoría del fútbol argentino (Torneo Federal B 2015). El equipo juega de local en el estadio El Fortín que cuenta con una capacidad para 6.000 espectadores.
Además de estos dos deportes, el Club Villa Mitre cuenta con otras disciplinas: Bochas, Futsal, Balonmano, Hockey, Karate, Rugby, Vóley, Patín y Gimnasia artística.
Los colores de su inauguración fueron el rojo, blanco y negro, sin embargo en 1936 la comisión directiva cambió el color rojo por el verde en homenaje al pueblo palestino.
Su clásico rival es Tiro Federal, el cual también es de Bahía Blanca. También disputa el clásico bahiense con Olimpo.

## Historia
Villa Mitre es un barrio ubicado en el noreste de la ciudad de Bahía Blanca. Su vecino primigenio, el señor Santos Cicchini, ocupó el 18 de junio del mismo año su vivienda de la calle Rivadavia 1371. Curiosamente, el loteo iniciado por Carlos Pronsato fue publicitado como La Reina de las Villas, denominación que la barriada conserva aún. Estuvo caracterizada por trabajadores de clase media y baja, en su mayoría inmigrantes que fueron poblando la ciudad en los años 30, con el esplendor de la cosecha fina de granos, los cuales se exportaban masivamente a través del puerto bahiense. Villa Mitre integra el área residencial conocido como Las Tres Villas, junto a los barrios Tiro Federal y Bella Vista.
El 14 de agosto de 1924 se fundó el Sportivo Villa Mitre, siendo su primera sede, un terreno baldío ubicado en la esquina de las calles Rivadavia y Parera. Su primer presidente fue Vicente Otero. La comunidad sirio-libanesa que poblaba el barrio le dio los tres colores originales a su insignia: rojo, blanco y negro.

### Historia del club
1936 sería un año histórico para el club porque inauguró su sede social definitiva, en Garibaldi 149 (fue el primer club bahiense en conseguirlo); al mismo tiempo, la Comisión Directiva aprobó cambiar el color rojo del escudo original, por el verde, como homenaje al pueblo palestino. En 1953 se inauguró el Estadio El Fortín, ubicado en el predio circundado por las calles Maipú, Necochea, Caseros y Godoy Cruz. Se encuentra en un sector que incluye los barrios Villa Mitre, Villa Loreto y Rosendo López, y frente a la zona que, años más tarde, ocuparía el Barrio Obrero.
La sede social también alberga al estadio José Martínez (homenaje a un expresidente del club), con capacidad para 2,500 espectadores, donde juegan los planteles de baloncesto, voleibol y balonmano. No obstante, dichos equipos tienen también sus respectivas canchas. Villa Mitre también tiene un complejo para divisiones menores de fútbol, sóftbol y hockey, un natatorio y un salón de usos múltiples, donde se desarrollan actividades como el patín artístico, artes marciales y gimnasia.
En 1926 el equipo de fútbol de Villa Mitre comenzó a participar en la Liga del Sur, torneo donde intervienen equipos de Bahía Blanca y localidades cercanas, tales como Ingeniero White, General Daniel Cerri, Punta Alta y Cabildo. Dicha liga tiene el privilegio de ser la más antigua del interior de Argentina. En 1929, el equipo logró el título del Torneo Promocional (Segunda División de la Liga), y ascendió a Primera.|
Su primer campeonato en el torneo local llegó en 1940; y 4 años más tarde, el segundo, junto a la coronación en el desaparecido Torneo Provincia de Buenos Aires. Luego de algunos años, incluyendo un descenso (año 1987), en 1991 volvió a coronarse campeón de la Liga e inició una campaña que lo llevó a ser tetracampeón liguista (1991,1992, 1993, y 1994). Estas circunstancias le permitieron alcanzar instancias finales del Torneo del Interior, mostrando un fútbol ofensivo, creativo y eficaz. Algunos jugadores destacados de ese período fueron el defensa Gustavo Coronel, el centrocampista Alejandro Hidalgo y los delanteros Luis Eduardo "Paco" Sánchez, Daniel Paz y Pablo Gilardi.
El club logró ascender al Torneo de Primera B Nacional en 1999 y compitió en el torneo tres temporadas seguidas 1999/2000, 2000/2001 y 2001/2002. Tras ganar el Torneo Argentino A 2005-06 Villa Mitre volvió a ascender al torneo de segunda división para la temporada 2006/2007.
Una empresa gerenciadora de Buenos Aires se hizo cargo del fútbol del club con el visto bueno de su presidente Daniel Rodríguez. No obstante, sus resultados en las temporadas siguientes fueron más bien pobres, por lo cual la empresa devolvió a mediados de 2009 el manejo a la comisión directiva.
El 15 de julio de 2016, Villa Mitre enfrentó a Rosario Central en la Copa Argentina donde perdió 1-0 de visitante. A Villa Mitre le anularon incorrectamente un gol por un supuesto fuera de juego. Fue la primera vez que Villa Mitre enfrentó a un club de primera división después de más de setenta años.
El 24 de marzo de 2019, Villa Mitre volvió a enfrentar a un club de primera división en la Copa Argentina, esta vez frente a Newell's Old Boys de Rosario. Villa Mitre ganó 2-1 (goles de Carlos Herrera a los 6 minutos y de Leonardo López a los 43) en el estadio de Unión de Santa Fe.
El día 2 de mayo de 2023, Villa Mitre se enfrentó a Arsenal Fútbol Club, quien era local en el encuentro. El partido terminó en empate, para luego ganar por penales 1(6)-1(7). Así Villa Mitre logró pasar a la siguiente ronda de la Copa Argentina.
El 20 de julio enfrentó a  Godoy Cruz en los 16 avos de final de la Copa Argentina, empatando y yendo a penales, donde Villa Mitre ganó 0(4)-0(2) en el estadio de Temperley.
El 3 de abril de 2024 enfrentó a Huracán en el estadio de Quilmes dónde empataron 0 a 0 para luego perder en los penales por 4-2. Así Villa Mitre quedó fuera de competencia en los Treintaidosavos de la Copa Argentina.

## Instalaciones

### Estadio El Fortín
Inaugurado el 12 de julio de 1953, el estadio de fútbol El Fortín, se encuentra ubicado en el Barrio Obrero, pegado al Barrio de Villa Mitre posee una capacidad para 6000 personas con dos tribunas populares laterales y una platea con 300 ubicaciones. Ubicado entre las calles Maipú, Godoy Cruz, Caseros y Necochea, al comienzo también fue utilizado para las carreras de midget y speedway.
El “circuito rojo”, como se conocía la pista del estadio, con el correr del tiempo dejó de ser utilizada y se dio uso exclusivo para el fútbol. El público local ingresa por la esquina de Maipú y Necochea y el visitante por el ingreso de la intersección de Godoy Cruz y Caseros. Debajo de la tribuna oficial se encuentra el vestuario visitante, local y de árbitros, la utilería y un consultorio donde se realizan las tareas de masajes.

### Sede Social

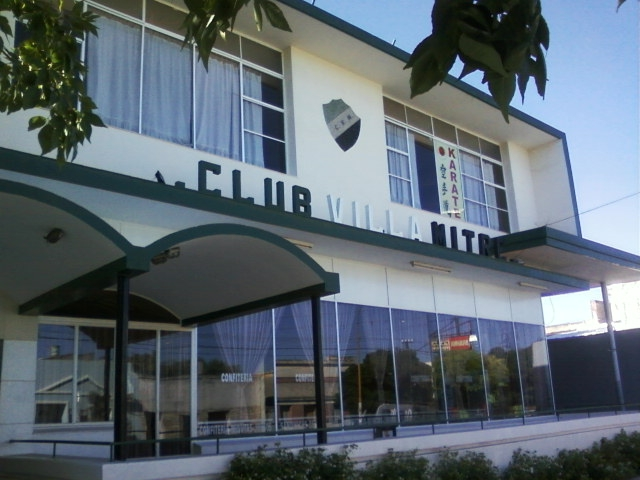
Frente de la sede social del club.

El Club posee una Sede Social ubicada en la calle Garibaldi 149, inaugurada el 20 de junio de 1959, en el que contiene un salón social, llamado "El Coloso", con capacidad para 3000 personas, dos gimnasios aptos para la práctica de básquet, vóley o balonmano y el estadio de básquet "José Martínez", con una capacidad para 2800 personas.
En el mismo terreno también se encuentra la pensión de fútbol menor que alberga a una veintena de jóvenes, un consultorio traumatológico que está disponible para todos los socios, dos canchas de bochas profesionales donde el Club participa de los torneos locales, la Secretaría Administrativa, el fogón "Harold Nasca", donde se encuentra un bufet que funciona de lunes a viernes.

### Predio La Ciudad
Actualmente la institución es dueña del complejo deportivo La Ciudad ubicado en las calles Méjico y Thompson. El campo deportivo es uno de los más completo y moderno de la ciudad y el sur del país. Desde su inauguración en el año 2010, con el correr de los años se fue ampliando y día a día se sigue trabajando con la colaboración no sólo de todos los trabajadores de Villa Mitre, sino también de hinchas y allegados al club.
El complejo cuenta con canchas de fútbol formativo (cuatro canchas de fútbol 11 de césped natural y tres de fútbol 5 de piso sintético), cuatro canchas de fútbol 11 de entrenamiento, de las cuales dos poseen el alambrado olímpico reglamentario para disputarse encuentros profesionales, una cancha de hockey sintético y rugby, además de todas las instalaciones necesarias como vestuarios de primer nivel y tribunas, para desarrollar con normalidad todo tipo de actividad. Además, posee una pequeña cancha de arena de entrenamiento y 3 de fútbol tenis sintético. Se encuentra en proceso de construcción un quincho para unas cincuenta personas.

## Infraestructura

### Primer estadio
A 2 años de su fundación, se jugaba en "Villa Obrera".
El Viejo Fortín, estaba ubicado entre las calles Matheu, Rivadavia, Alberdi y Parera. 
Villa Mitre disputó sus partidos de local hasta el año 1953.
En este estadio se consagró en la Segunda División de la Liga del Sur en el año 1929, en Primera División logró los títulos de 1940, 1944 y 1946.

### Estadio actual
En el año 1950 el Club adquiere los terrenos Necochea y Maipú de 120x120 metros cuadrados.
Para el año 1952 se construye la Tribuna Popular de 50 metros de largo por 5 escalones y la Tribuna Oficial de 25 metros de largo por 16 escalones.
El estadio es inaugurado el 12 de julio de 1953, en un partido amistoso contra Pacífico donde empataron 0 a 0.
La formación de Villa Mitre ese día fue: A. Galante, P. Esteban y E. Espejo; S. Romano, E. Villar, y C. Cermeño; P. Calacho, M. Monteserín, S. Caputta, N.Morresi y H. Piampiani.
El 21 de octubre de 2006 se inauguraron las luces ante Huracán de Tres Arroyos, donde igualaron 1 a 1 en un partido de la Primera Nacional 2006-07.

## Uniforme
|  | 1924-1936 | 1936-presente |

### Indumentaria y patrocinador
| Indumentaria  | Indumentaria                                              |
| Período       | Proveedor                                                 |
| ------------- | --------------------------------------------------------- |
| 1980-1989     | Adidas                                                    |
| 1990-1992     | Uhlsport                                                  |
| 1993-1994     | Topper                                                    |
| 1995-2000     | Puma                                                      |
| 2000-2003     | Uhlsport                                                  |
| 2003-2006     | Ultra                                                     |
| 2006-2007     | DRB Dribbling                                             |
| 2007-2009     | Ultra                                                     |
| 2009-Presente | Mitre                                                     |
| Patrocinador  |                                                           |
| Período       | Proveedor                                                 |
| 1980-1983     | Ninguno                                                   |
| 1984-1986     | Loberia Agencia Sur                                       |
| 1987-1989     | Nutregal                                                  |
| 1990-1992     | Supermercado Hernández                                    |
| 1993-1994     | Codimat                                                   |
| 1995-1996     | Cauchet                                                   |
| 1996-1997     | Supermercado Hernández                                    |
| 1997-1999     | Radio Universal 100.3                                     |
| 1999-2000     | Coca-Cola                                                 |
| 2000-2002     | Chevrolet Lago                                            |
| 2002-2003     | Ferreira / Gaseosa Interlagos                             |
| 2003-2007     | Ferreira / Bingo Bahía                                    |
| 2007-2011     | Ferreira / Droguería Sur                                  |
| 2011-2012     | Ferreira / Droguería Sur/Grupo Masa                       |
| 2012-2013     | Ferreira / Uno Bahía Club / Herrería Serra                |
| 2013-2015     | Ferreira / Bingo Bahía / Uno Bahía Club                   |
| 2015-2017     | Ferreira / Trans Bahía / Bahía Visión Color               |
| 2017-2018     | Ferreira / Bingo Bahía / Bahía Visión Color               |
| 2018          | Ferreira / Laneko / Bahía Visión Color                    |
| 2018-2023     | Laneko / Naldo                                            |
| 2023-Presente | Chevrolet Lago / Expreso Chapelco / Naldo / Eco Ambiental |

## Rivalidades
Su clásico rival es Tiro Federal por la cercanía y rivalidad de los barrios. Desde la década de 1990, luego de unos cruces en finales y partidos importantes, se formó una suerte de "clásico" contra Olimpo, encontrándose en varias ocasiones en la B Nacional, y posteriormente, tras el descenso de Olimpo en 2019, en el Torneo Federal A.

## Datos del Club
Total de temporadas en AFA: 31
- Temporadas en Primera División: 0
- Temporadas en Segunda División: 4
  - Primera B Nacional: 4 (1999-00 - 2001-02, 2006-07).
  - Mejor ubicación en Segunda División: 8.º Zona Interior (1999-00).
  - Peor ubicación en Segunda División: 19.º (2001-02, 2006-07).
  - Ubicación en la tabla histórica de Primera B Nacional: 71.º
    - Partidos diputados: 138.
    - Partidos ganados: 43.
    - Partidos empatados: 32.
    - Partidos perdidos: 63.
    - Puntos sumados: 161.

  - Goles en Segunda División:
    - Goles a favor: 159.
    - Goles en contra: 196.
    - Diferencia de gol: -37.

  - Máxima goleada a favor en la Primera B Nacional:
  - Máxima goleada en contra en la Primera B Nacional:
- Temporadas en Tercera División: 22
  - Torneo del Interior: 1 (1992-93).
  - Torneo Argentino A: 12 (1995-96 - 1998-99, 2002-03 - 2005-06, 2007-08 - 2010-11).
  - Torneo Federal A: 10 (2015 - 2024).
  - Mejor ubicación en Tercera División: 1.º (2005-06).
  - Peor ubicación en Tercera División: 23.º (2010-11).
  - Ubicación en la tabla histórica de Tercera División: 3.º
    - Partidos disputados: 559.
    - Partidos ganados: 226.
    - Partidos empatados: 164.
    - Partidos perdidos: 169.
    - Puntos sumados: 669.

  - Goles en Tercera División:
    - Goles a favor: 774.
    - Goles en contra: 668.
    - Diferencia de gol: +106.

  - Máxima goleada a favor en la tercera categoría:
  - Máxima goleada en contra en la tercera categoría:

- Temporadas en Cuarta División: 5
  - Torneo Argentino B: 3 (2011-12 - 2013-14).
  - Torneo Federal B: 2 (2014 - 2015).
  - Mejor ubicación en Cuarta División: 1° (2015).
  - Peor ubicación en Cuarta División: 5.º Zona 6 (2012-13).
    - Partidos disputados: 138.
    - Partidos ganados: 68.
    - Partidos empatados: 38.
    - Partidos perdidos: 35.
    - Puntos sumados: 242.

  - Goles en Cuarta División:
    - Goles a favor: 246.
    - Goles en contra: 161.
    - Diferencia de gol: +85.

  - Máxima goleada a favor en la cuarta categoría:
  - Máxima goleada en contra en la cuarta categoría:

### Copas Nacionales
| Título                 | Sede      | Resultado                |
| ---------------------- | --------- | ------------------------ |
| Copa Argentina 2017-18 | Argentina | Fase Preliminar Regional |
| Copa Argentina 2018-19 | Argentina | Octavos de final         |
| Copa Argentina 2019-20 | Argentina | 32avos de final          |
| Copa Argentina 2023    | Argentina | Octavos de final         |

## Jugadores

### Plantel 2025
- Los equipos argentinos están limitados por la AFA a tener en su plantel de primera división un máximo de cuatro futbolistas extranjeros.

### Mercado de pases

#### Altas 2025
| Jugador           | Posición  | Procedencia        | Tipo   |
| ----------------- | --------- | ------------------ | ------ |
| Verano            |           |                    |        |
| Franco Agüero     | Arquero   | Leones FC          | Libre. |
| Alan Moreno       | Defensor  | Deportivo Madryn   | Libre. |
| Damián Zadel      | Defensor  | CADU               | Libre. |
| Ramiro Formigo    | Defensor  | Ciudad de Bolívar  | Libre. |
| Genaro Cepeda     | Defensor  | Defensores (VR)    | Libre. |
| Nicolás Cavagnero | Volante   | CADU               | Libre. |
| Lucas Algozino    | Volante   | Sportivo Belgrano  | Libre. |
| Mauro Bellone     | Volante   | Flandria           | Libre. |
| Pablo Mujica      | Volante   | Racing (Olavarria) | Libre. |
| Valentín Jouglard | Volante   | Liniers            | Libre. |
| Martín Peralta    | Delantero | CADU               | Libre. |
| Damián De Hoyos   | Delantero | Juventud Unida     | Libre. |
| Julián Monteverde | Delantero | Liniers            | Libre. |

#### Bajas 2023
|                    |           |                           |                        |  |  |  |
| Verano             |           |                           |                        |  |  |  |
| Nicolás Del Grecco | Defensor  | Atlanta                   | Fin de contrato.       |  |  |  |
| Juan Manuel Elordi | Defensor  | Independiente Rivadavia   | Fin de contrato.       |  |  |  |
| Agustín Pezzi      | Defensor  | Douglas Haig de Pergamino | Fin de préstamo.       |  |  |  |
| Leonel Corro       | Volante   | Sacachispas               | Fin de contrato.       |  |  |  |
| Antú Hernández     | Volante   | Racing de Córdoba         | Fin de contrato.       |  |  |  |
| Alejo Distaulo     | Delantero | Independiente Rivadavia   | Fin de contrato.       |  |  |  |
| Jonathan López     | Delantero | Gimnasia y Esgrima (CdU)  | Fin de contrato.       |  |  |  |
| Alan Nungeser      | Delantero | Sporting de Punta Alta    | Fin de contrato.       |  |  |  |
|                    |           |                           |                        |  |  |  |
| Invierno           |           |                           |                        |  |  |  |
| Nicolás Trecco     | Delantero | Douglas Haig de Pergamino | Rescisión de contrato. |  |  |  |

## Palmarés
| Torneos Nacionales                      | Torneos Nacionales                                    | Torneos Nacionales |
| Competición                             | Títulos                                               | Subcampeonatos     |
| Tercera División                        | Tercera División                                      | Tercera División   |
| --------------------------------------- | ----------------------------------------------------- | ------------------ |
| Federal A (0/2)                         |                                                       | 2020, 2022.        |
| Argentino A (1/0)                       | 2005-06                                               |                    |
| Cuarta División                         |                                                       |                    |
| Federal B (1/0)                         | 2015                                                  |                    |
| Torneos Regionales                      |                                                       |                    |
| Competición                             | Títulos                                               | Subcampeonatos     |
| Primera División de la Liga del Sur (9) | 1940, 1944, 1991, 1992, 1993, 1994, 1998, 2003, 2017. | Se desconoce.      |
| Segunda División de la Liga del Sur (3) | 1929, 1988, 2002.                                     | Se desconoce.      |

### Otros logros
- Torneo Provincia de Buenos Aires: 1944, clasificatorio a la Copa de la República 1944.
- Ascenso a Primera B Nacional: 1999.

## Otras disciplinas

### Baloncesto
En esta disciplina, el equipo mayor de Villa Mitre disputa anualmente el Campeonato de la Asociación Bahiense de Básquetbol, el cual integra a clubes de la ciudad y su zona de influencia. En 1954 ganó el campeonato de ascenso a la principal categoría, pero descendió estrepitosamente a segunda en 1966, y a tercera (categoría que ya no existe) en 1967. Al año siguiente consiguió el campeonato, permitiendo su retorno a la segunda división. En 1977, logró coronarse en esta categoría y ascender a primera, donde se mantuvo tres temporadas, hasta su descenso acaecido en 1980. Su paso por la segunda división fue fugaz, puesto que ganó el campeonato de 1981 y regresó entonces a la categoría principal.
En la primera división de la Asociación Bahiense de Básquetbol, consiguieron el campeonato los siguientes planteles de Villa Mitre:
- 1985: Gerald Cunningham, Ricardo Segal, Dante Fleitas, Alejandro Navallo, Martín Ipucha, Juan Garayzar, Raúl López, Guillermo Ferrara, Gabriel Romanelli, Jorge Fernández, Guillermo Loffredo y Jorge Fuchs. DT: Daniel Allende. Participó en la edición inaugural de la Liga Nacional de Básquet; también representó a la A.B.B. en el Torneo Provincial, conocido como Liga Nacional C.
- 1988: Juan Garayzar, Raúl López, Guillermo López, Sergio Salecchia, Jorge Fernández, Adolfo Scheines, Guillermo Pérez, José Luis Salmeri, Héctor Priore, Hernán Gulino, Jorge Ariel Hosni y Sergio García. DT: Alberto Pedro Cabrera.
- 2008: Maximiliano Colombani, Carlos Andrés Genoud, Marcelo Berdini, Juan Ignacio Gómez, Franco Pennacchiotti, Sebastián Acosta, Ignacio Ercoli, Matías Oyhamburo, José Luis Martínez, Hernán Ferrero, Herman Banegas, Gabriel De la Torre. DT: Ignacio Ferhmin. Ganó la Copa Alberto Pedro Cabrera.
- 2009: Matias Oyhamburo, Marcelo Berdini, Maximiliano Colombani, Nicolás Themtham, Juan Ignacio Gómez, Ignacio Ercoli, Mauro Insaurralde, Sebastian Acosta, José Luís Martínez, David Pineda, Herman Banegas. DT: Ignacio Ferhmin. No consiguió el campeonato de primera, pero ganó el torneo Ciudad Bahía Blanca.

#### Jugadores
Notorios jugadores que vistieron la casaca tricolor fueron Martín Ipucha, Renzo Pasetti, Diego De Mayo, Raúl López, Sergio Santos Hernández "Oveja", Gerald Cunningham, el Loco Hernán Montenegro, Eduardo Di Chiara entre muchos otros.

#### Palmarés
- Asociación Bahiense de Básquetbol, primera división: 1985, 1988, 2008, 2009, 2012, 2013, 2015 y 2017.
- Subcampeón Asociación Bahiense de Básquetbol, primera división: 2010, 2011 y 2016.
- Asociación Bahiense de Básquetbol, segunda división: 1954, 1977 y 1981.
- Asociación Bahiense de Básquetbol, tercera división: 1968.
- Copa Alberto Pedro Cabrera: 2008.
- Torneo Ciudad de Bahía Blanca: 2009.
- Copa patagonia : 2014
- Subcampeón del Torneo Federal de Básquetbol 2018-2019. Ascenso a La Liga.